# Штольберг (Рейнланд)
Штольберг (нем. Stolberg [ˈʃtɔlbɛʀk], рип. Stolbersch) — город в Германии, в земле Северный Рейн-Вестфалия.
Подчиняется административному округу Кёльн. Входит в состав района Ахен. Население составляет 57 474 человека (на 31 декабря 2010 года). Занимает площадь 98,51 км². Официальный код — 05 3 54 032.
Город подразделяется на 17 городских районов, в частности, Брайнигерберг и другие.

## Фотографии

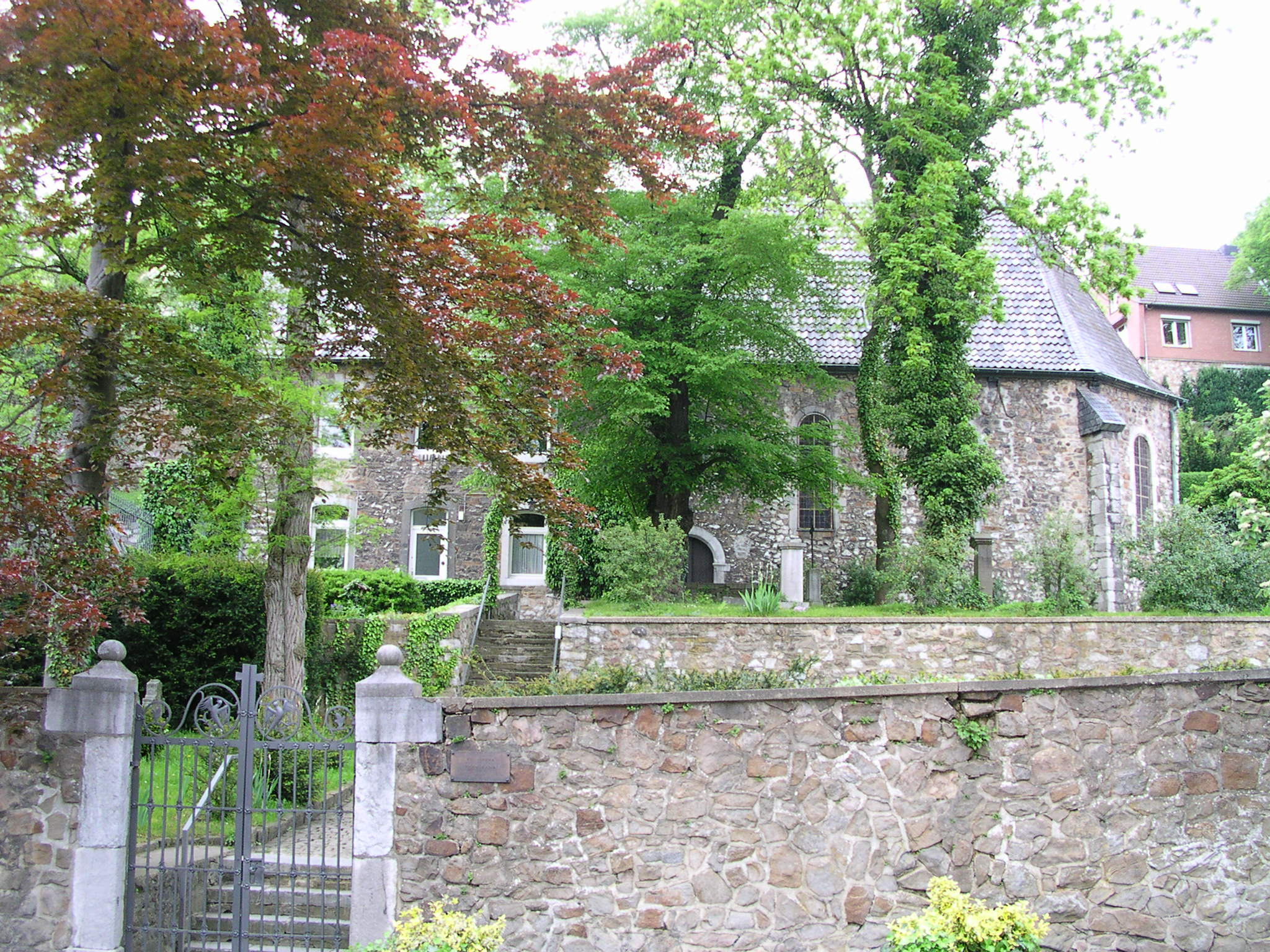
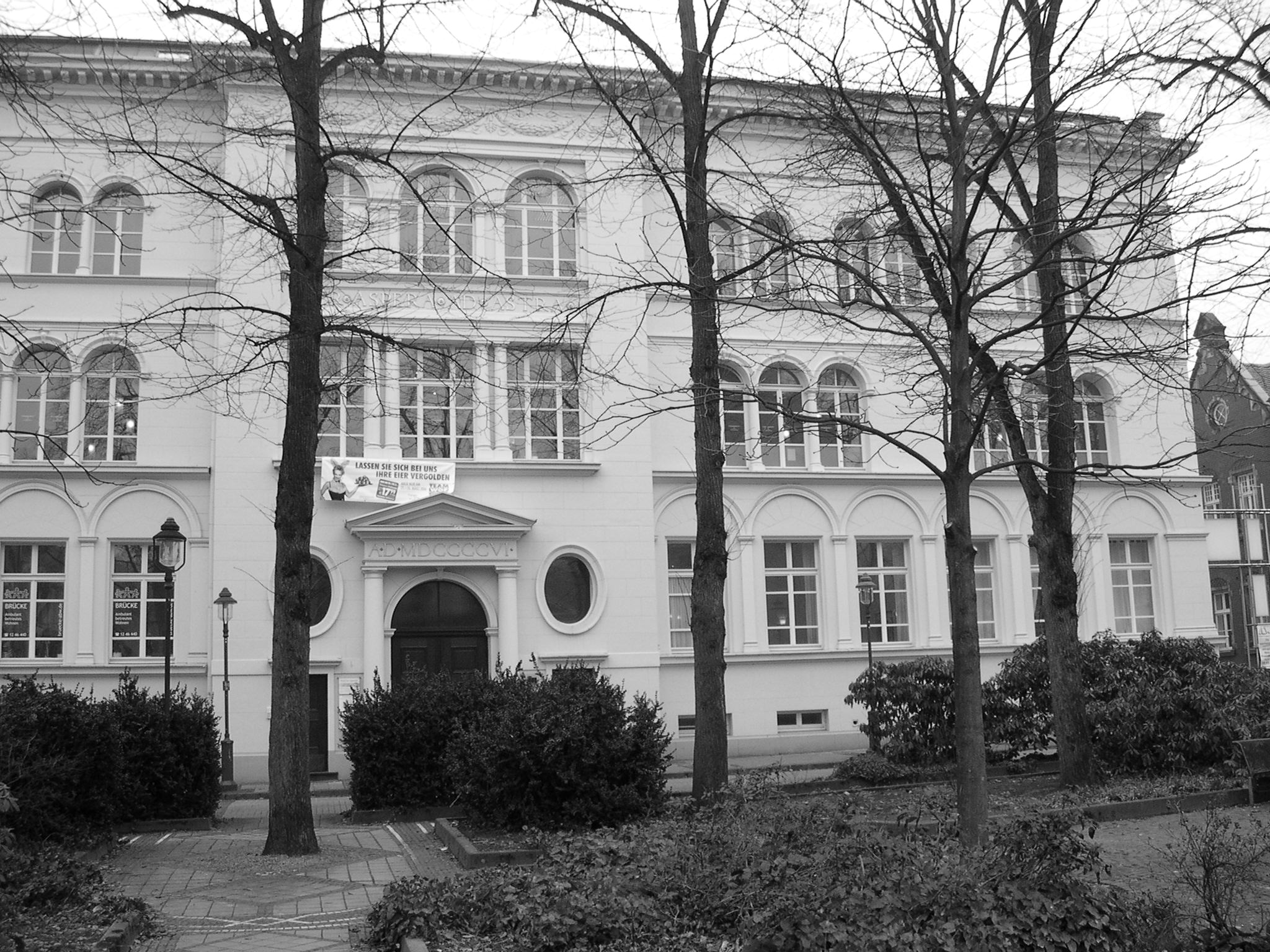
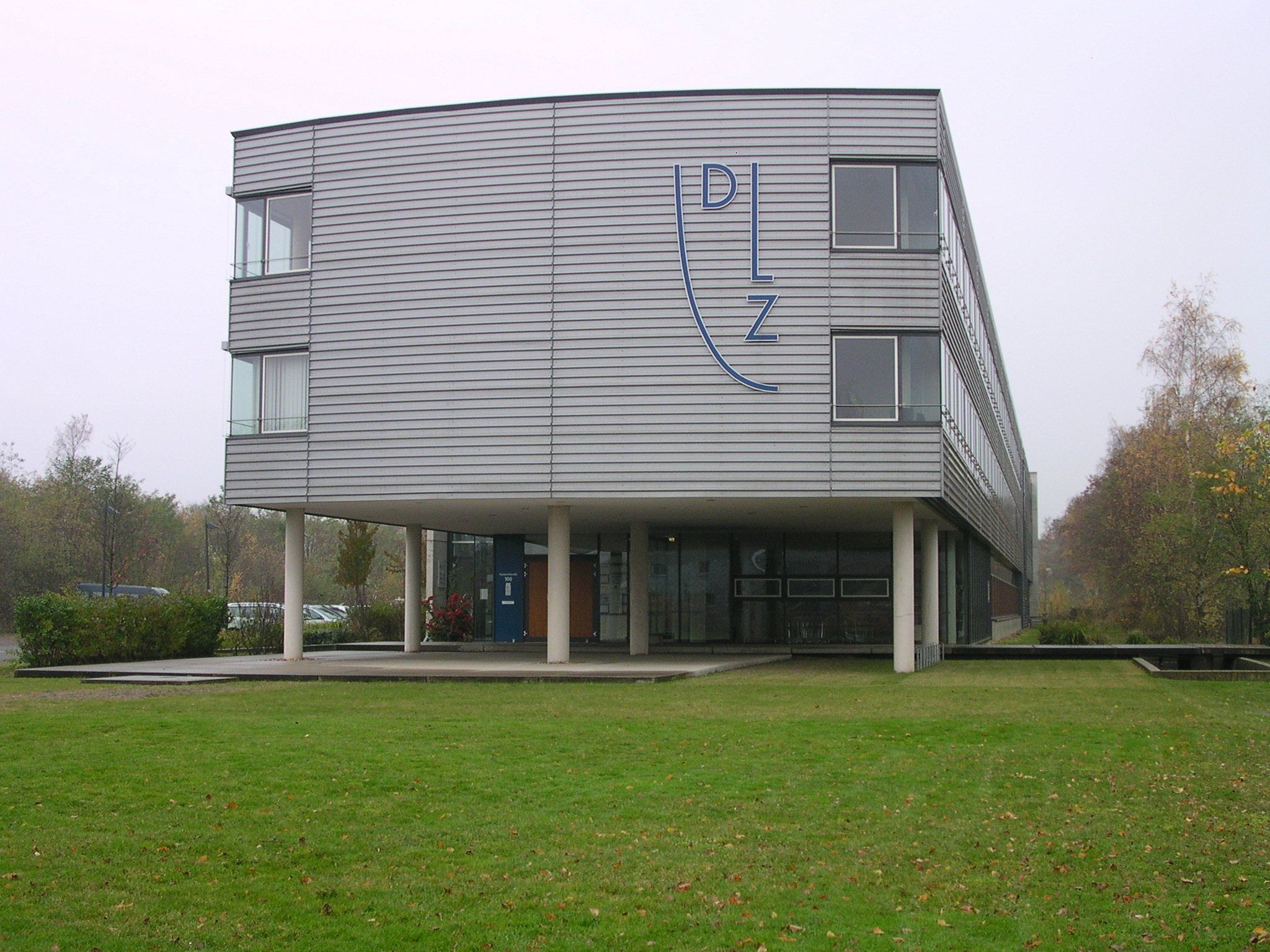
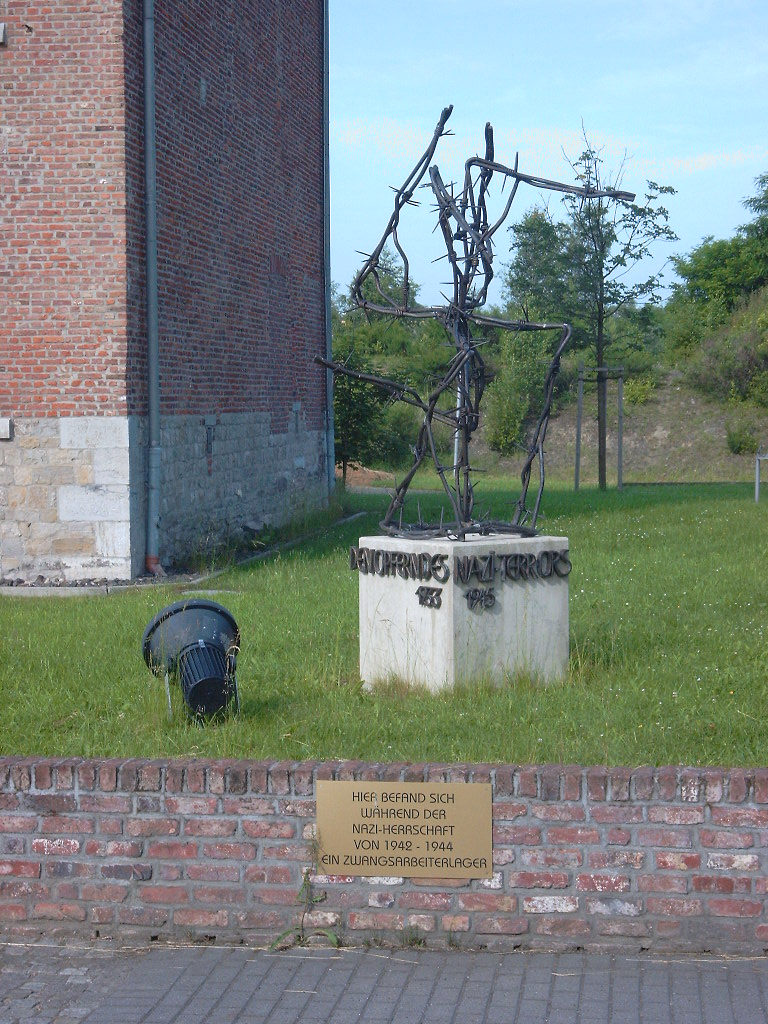
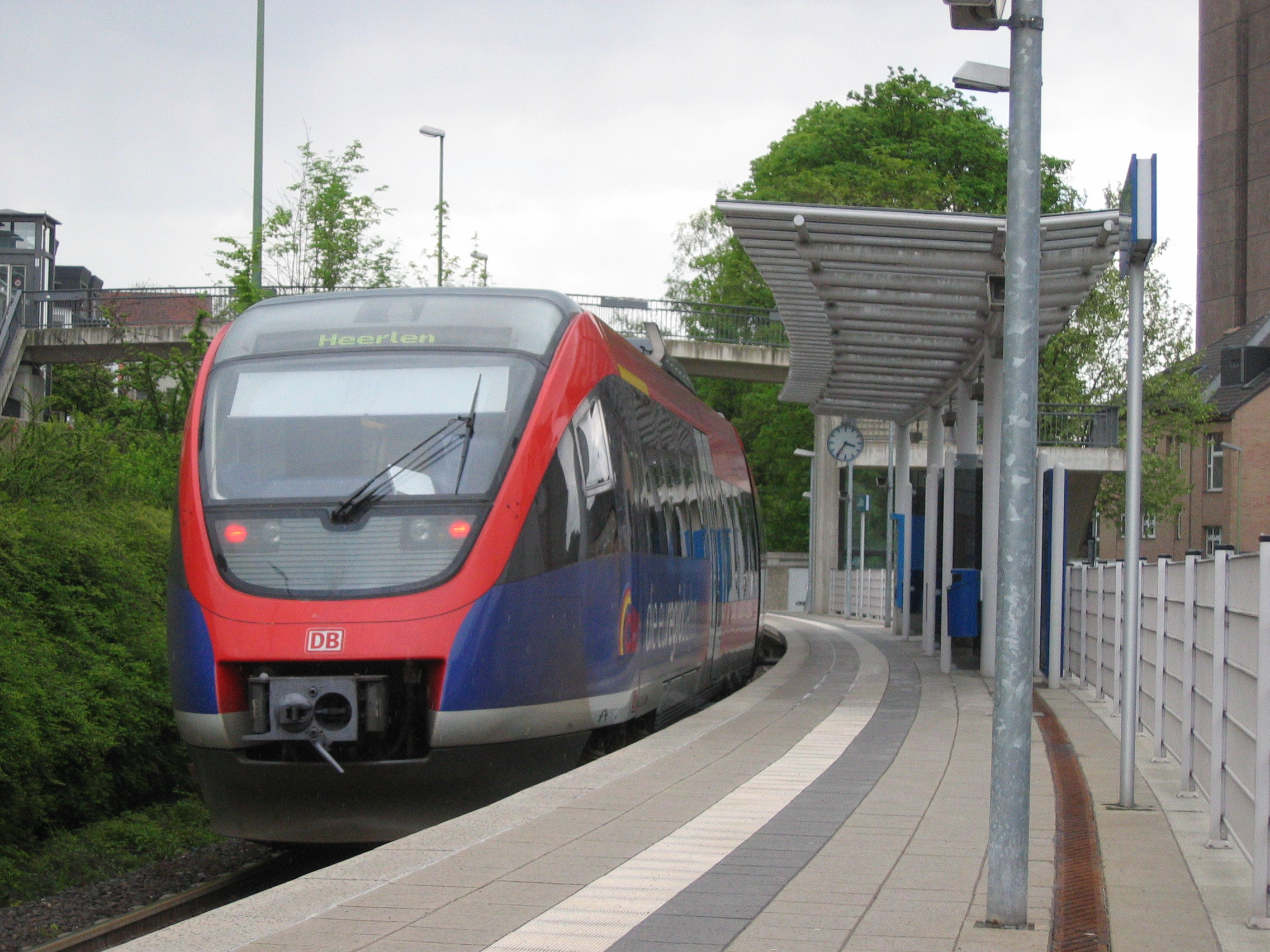
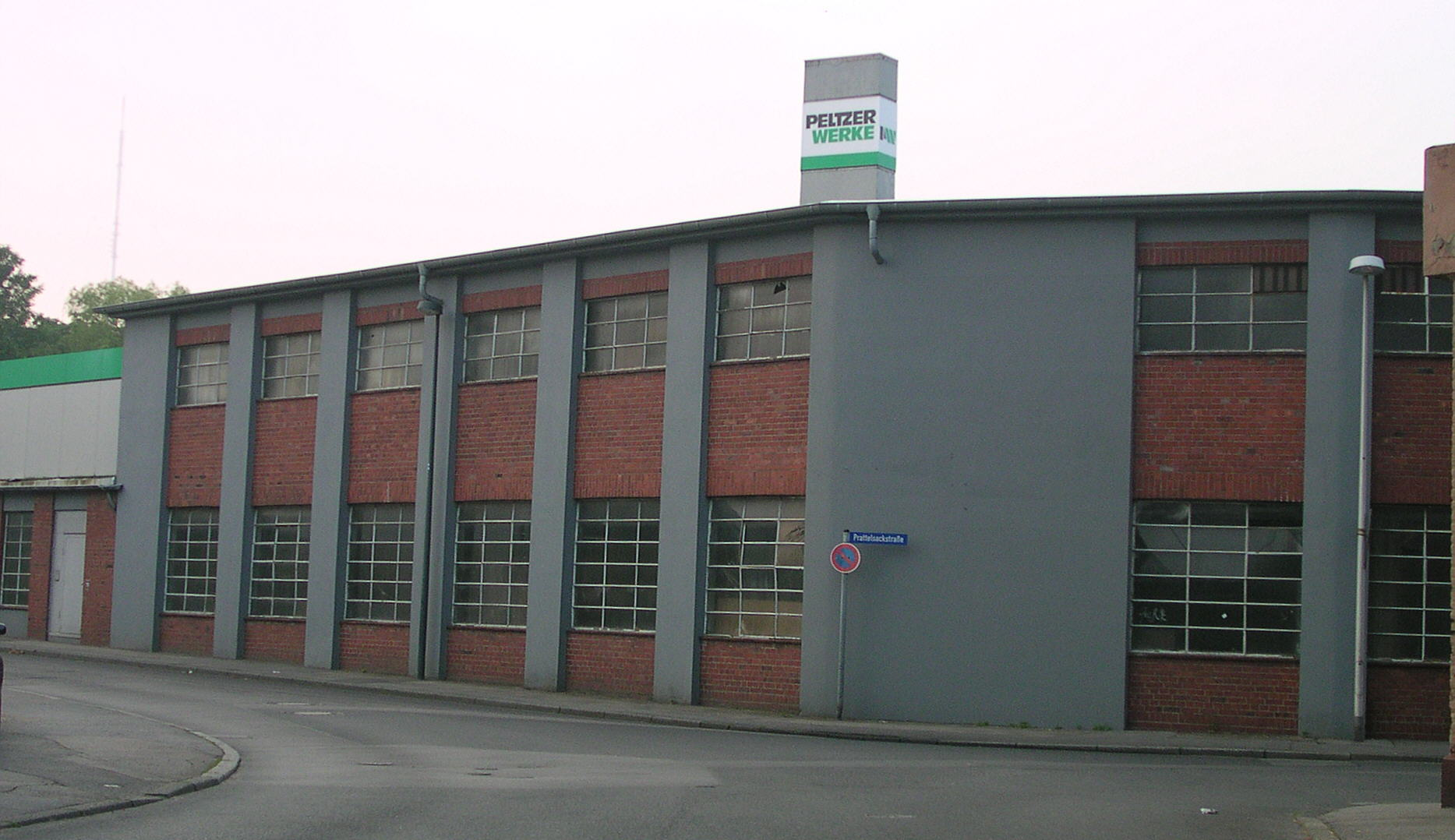
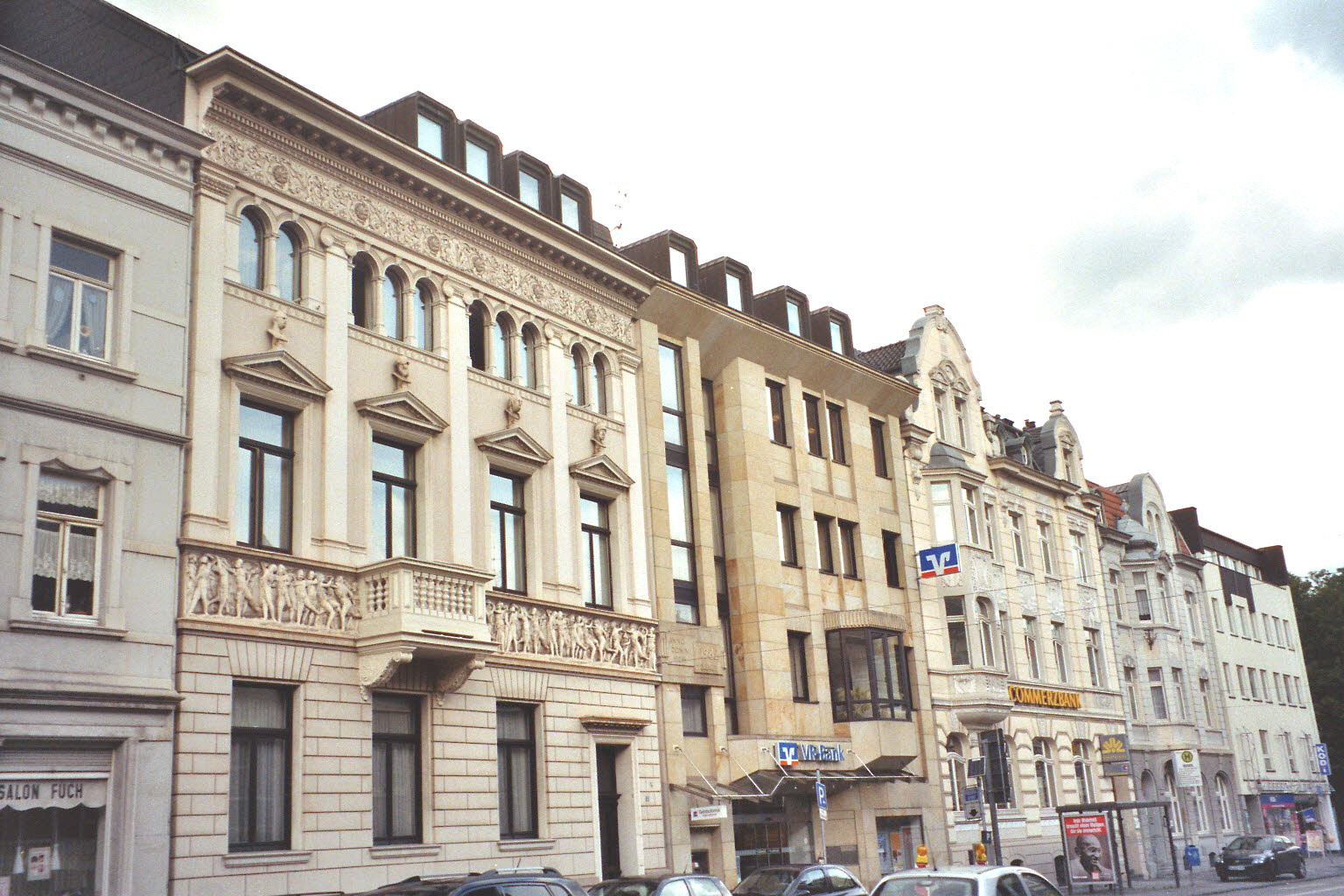
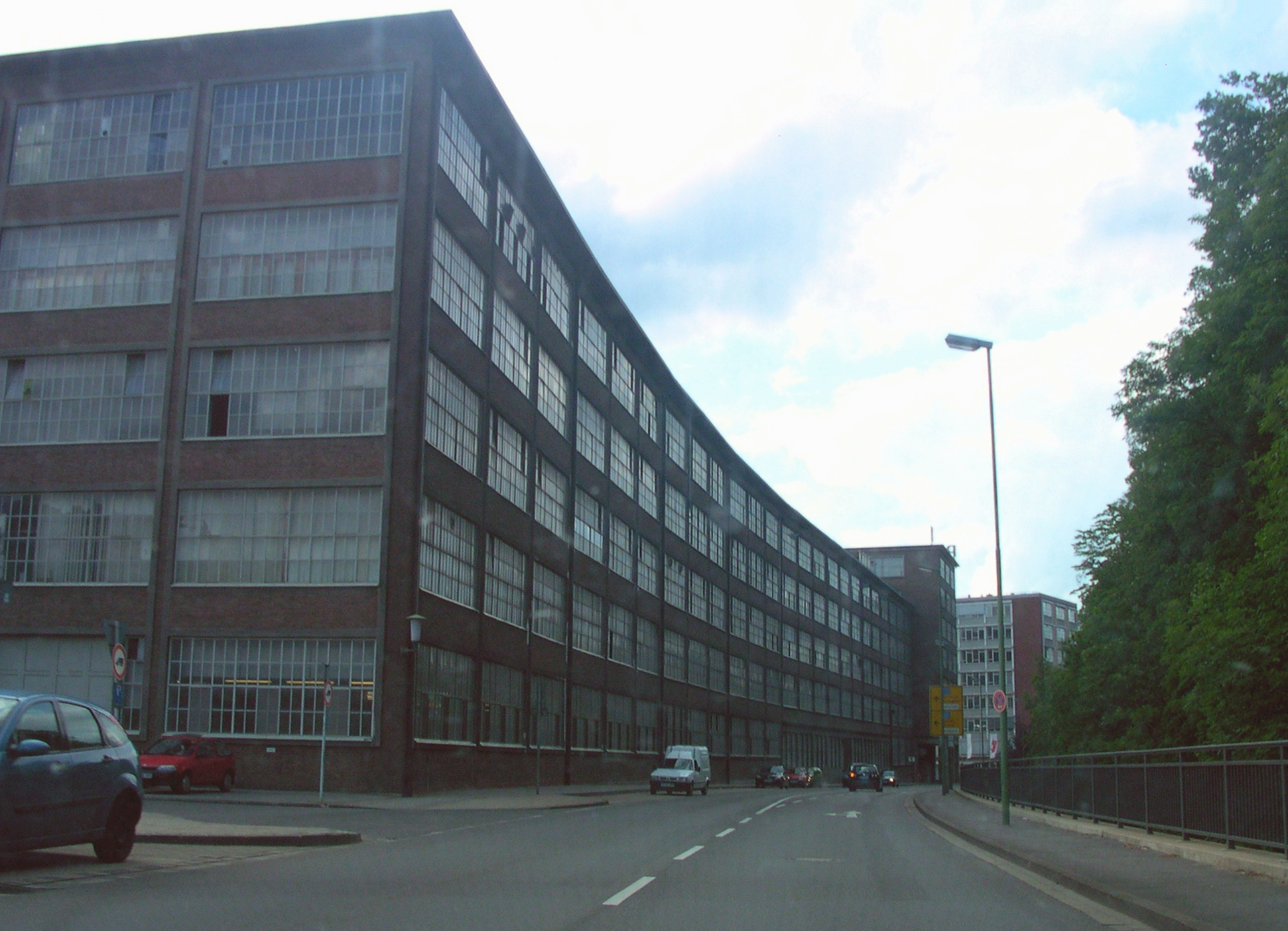
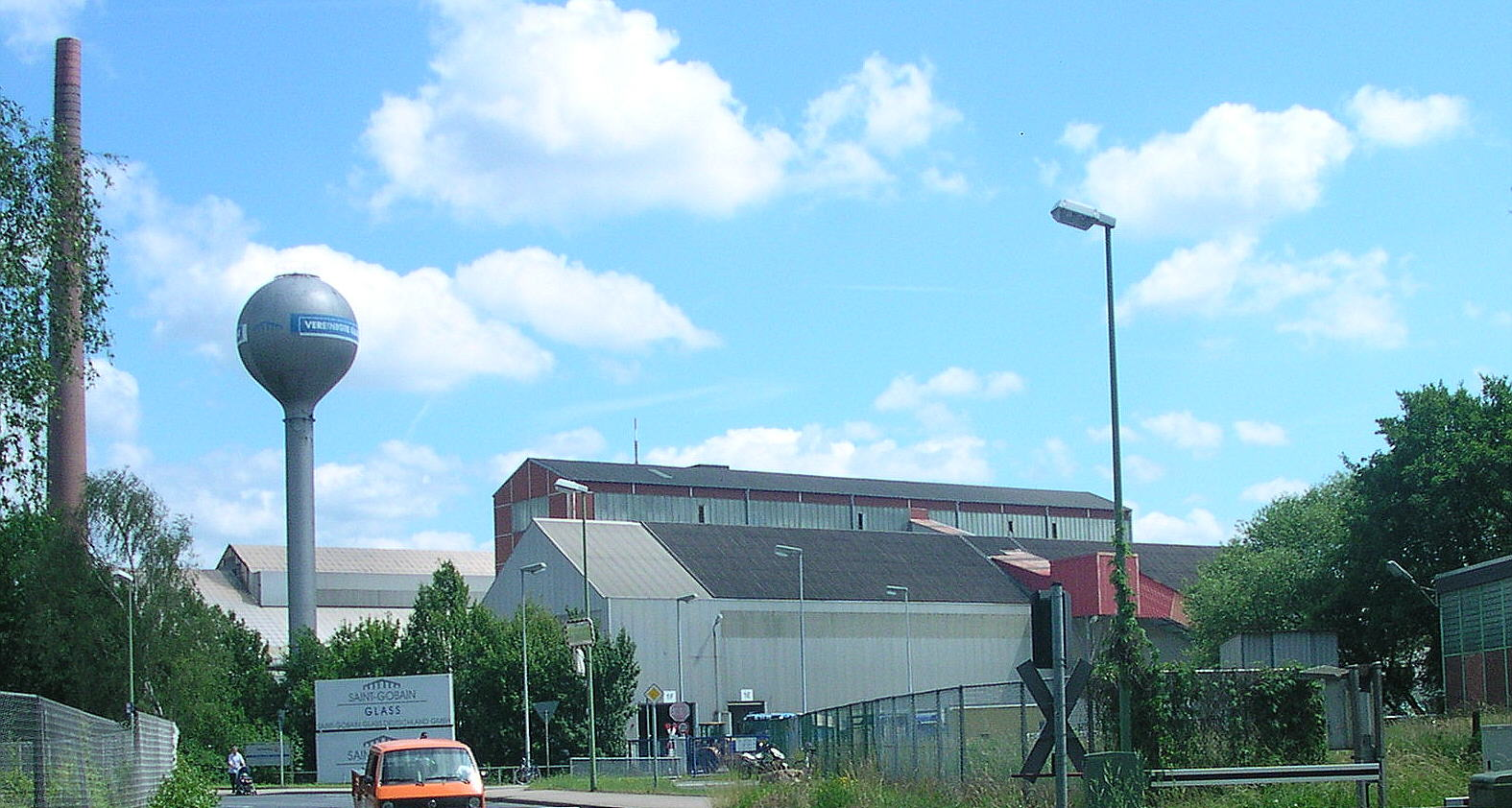
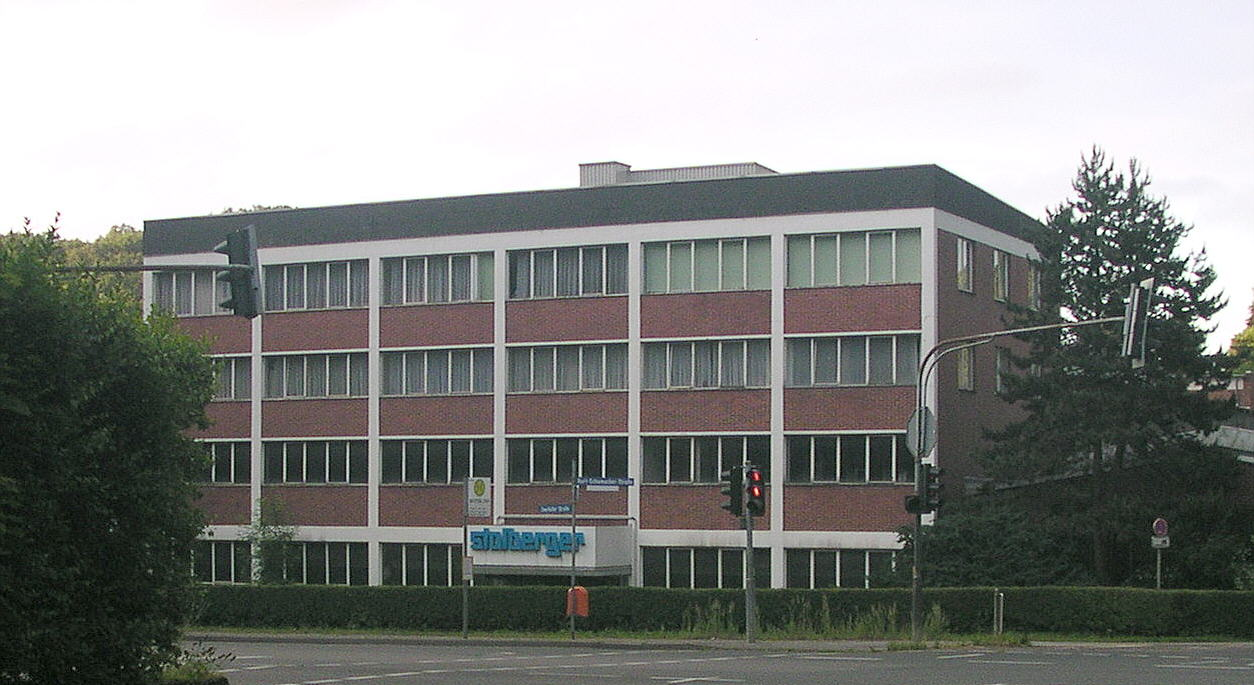
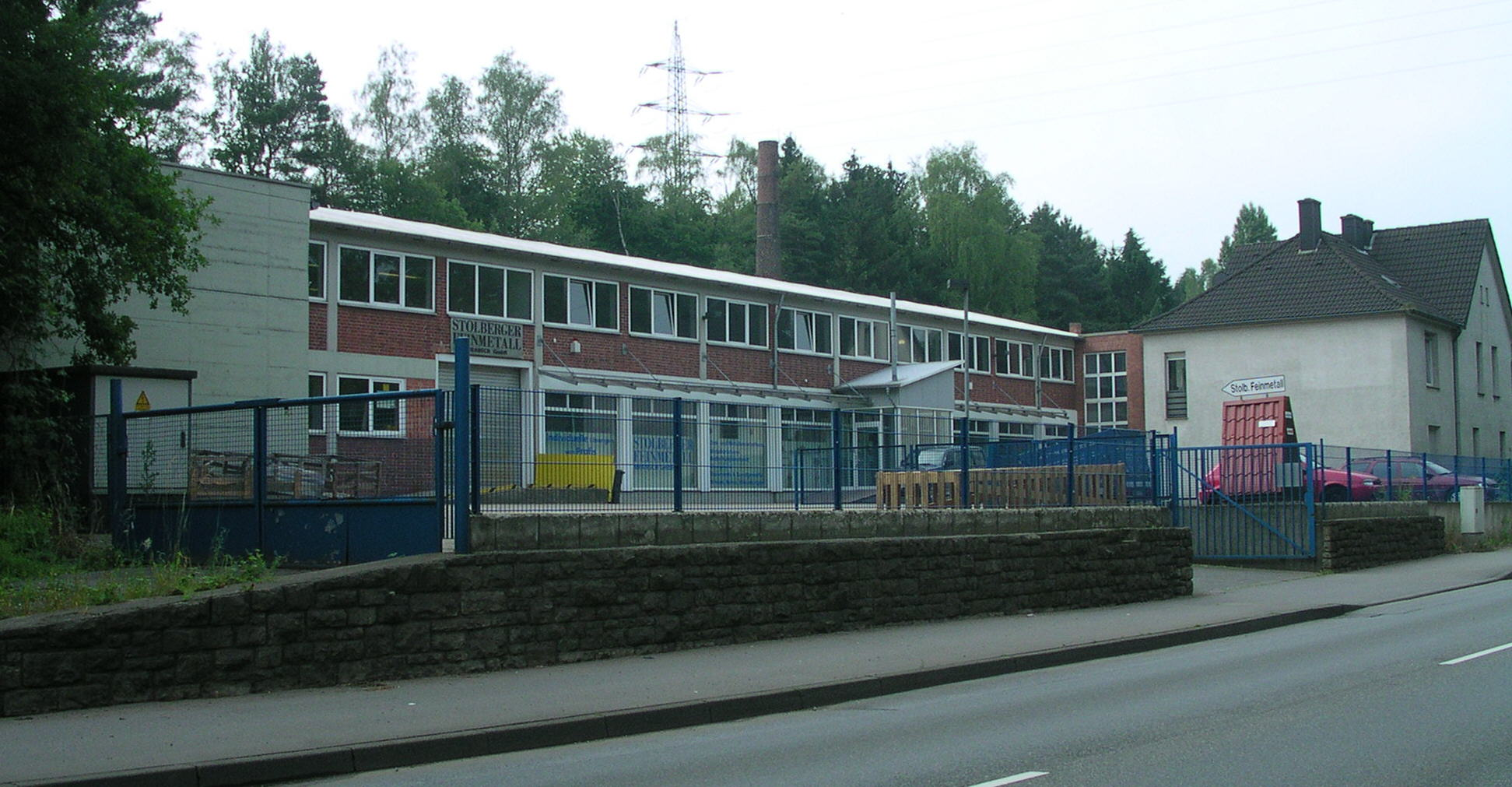
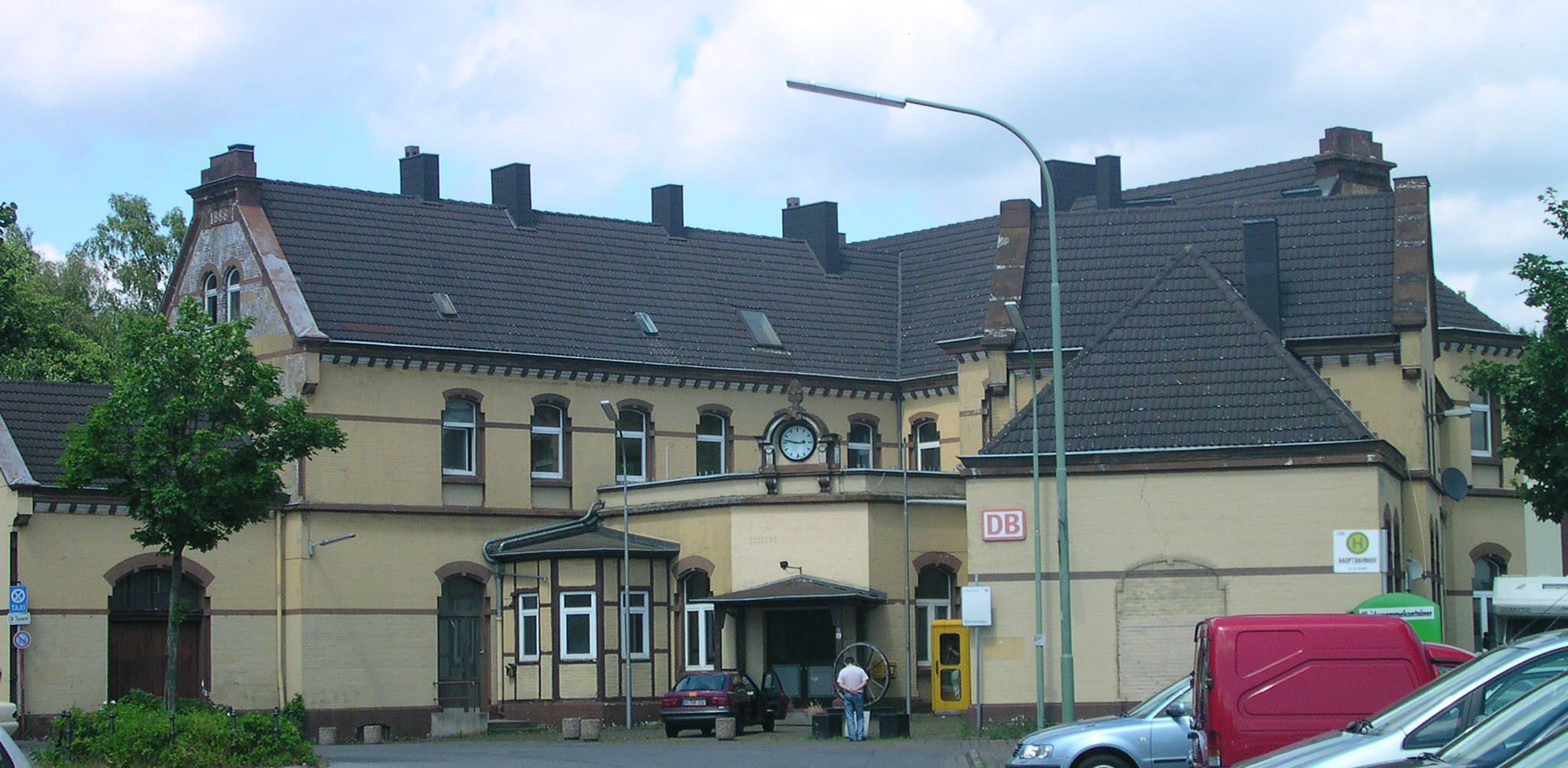
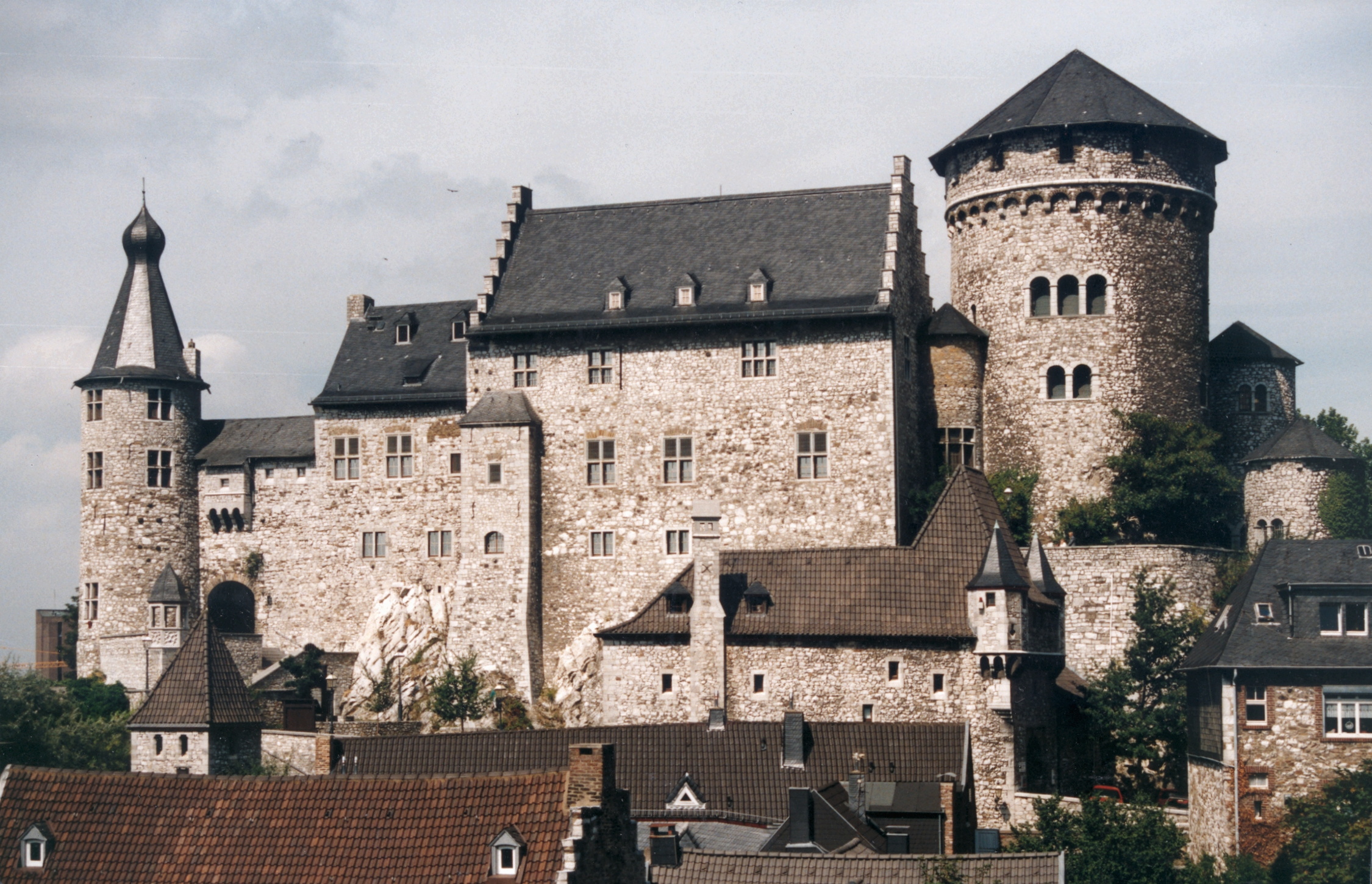
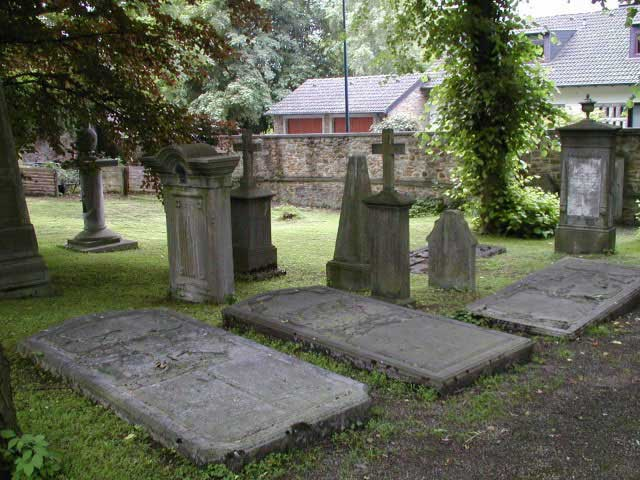
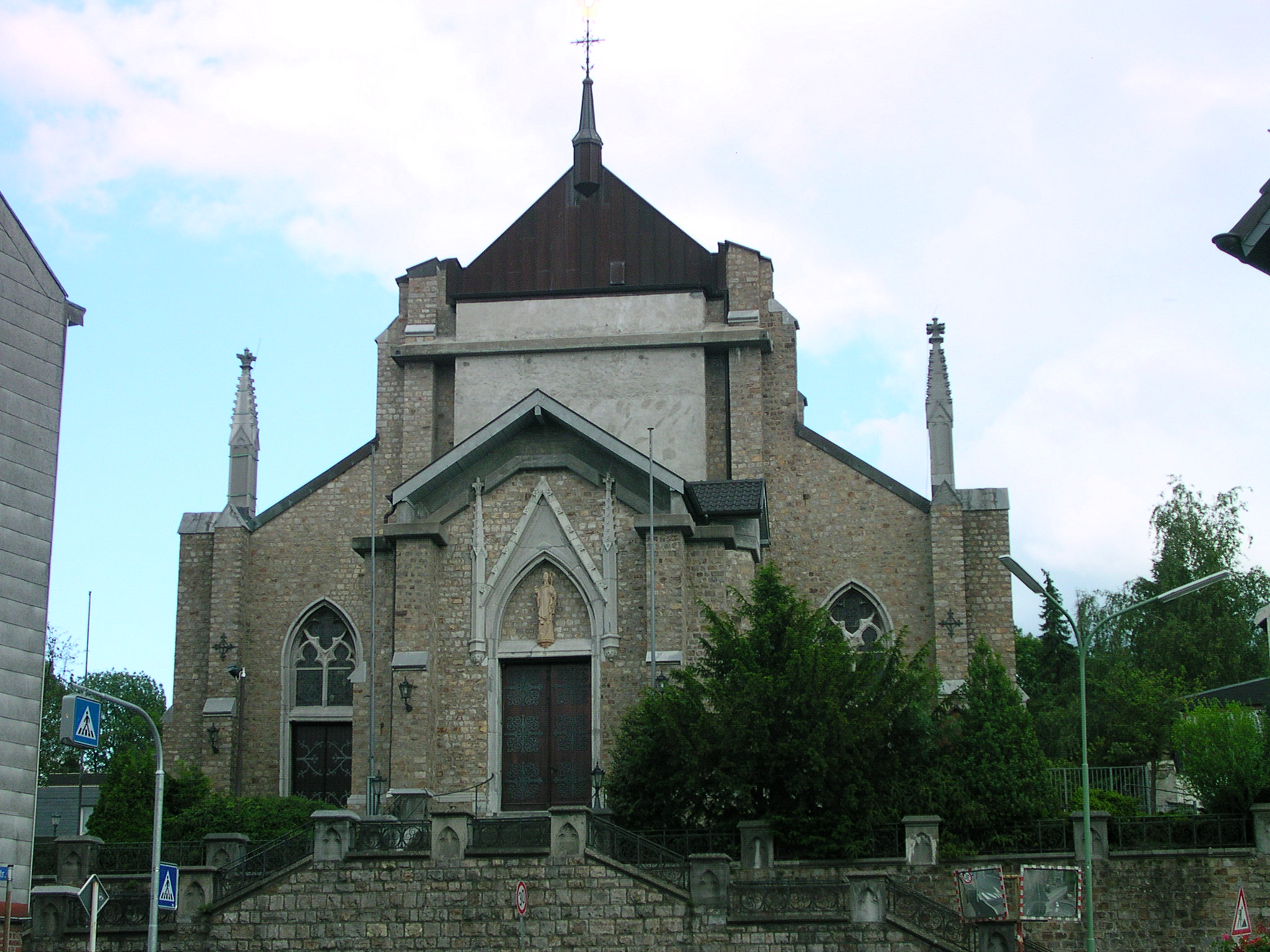
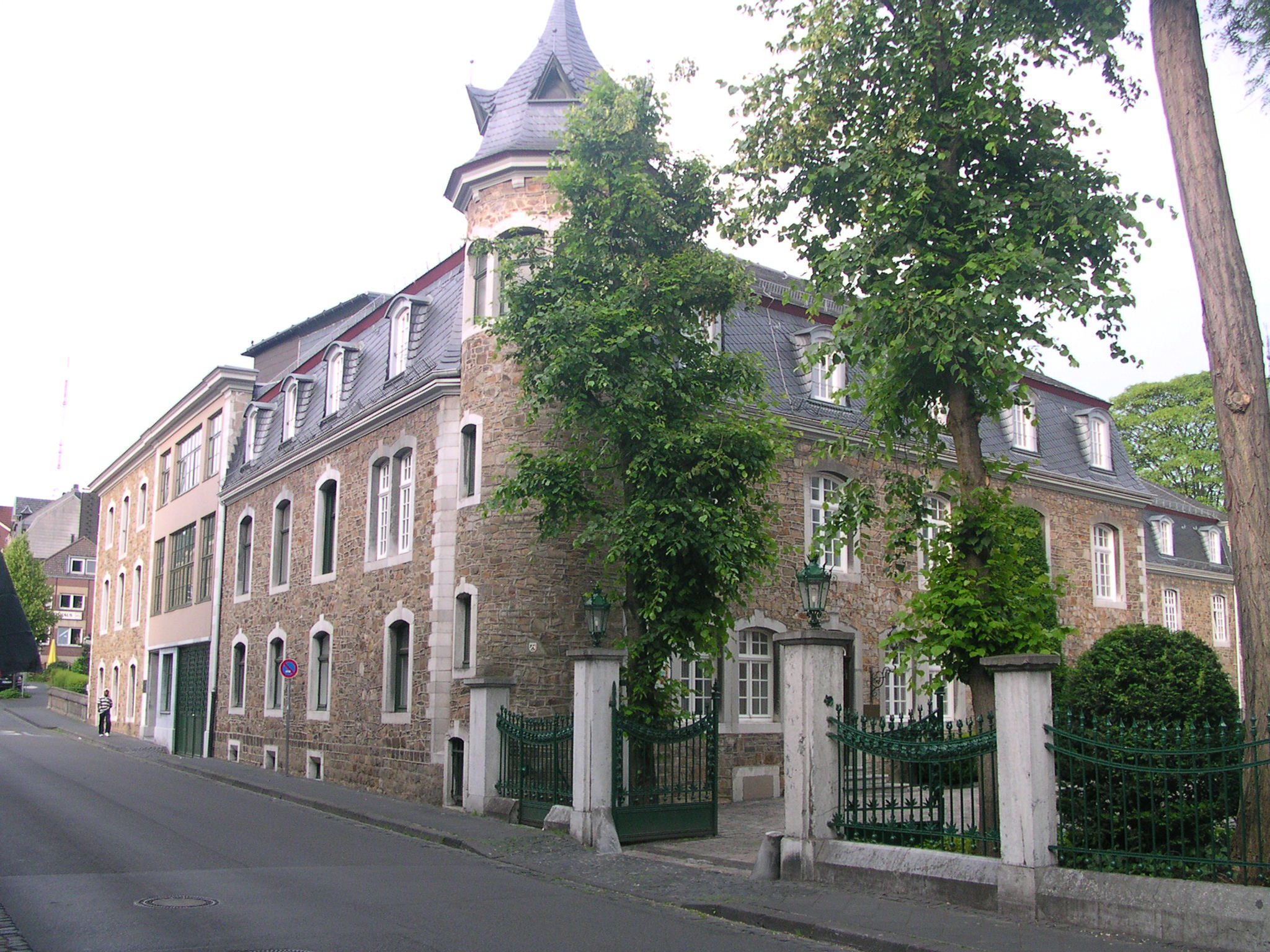